# Hermannia prismatocarpa
Hermannia prismatocarpa är en malvaväxtart som beskrevs av Ernst Meyer. Hermannia prismatocarpa ingår i släktet Hermannia och familjen malvaväxter. Inga underarter finns listade i Catalogue of Life.